# Crateritheca novaezelandiae
Crateritheca novaezelandiae är en nässeldjursart som först beskrevs av Thompson 1879.  Crateritheca novaezelandiae ingår i släktet Crateritheca och familjen Sertulariidae. Inga underarter finns listade i Catalogue of Life.